# Звандрипш
Звандри́пш (абх. Жәандрыҧшь; груз. ზვანდრიპში) — село в Абхазии, в Гудаутском районе частично признанной Республики Абхазия, согласно административному делению Грузии — в Гудаутском муниципалитете Абхазской Автономной Республики. Расположено к северо-западу от райцентра Гудаута в равнинно-холмистой зоне.
В административном отношении территория села представляет собой Звандрипшскую сельскую администрацию (абх. Жәандрыҧшь ақыҭа ахадара), в прошлом — Звандрипшский сельсовет. С севера примыкает к основному шоссе Абхазии.

## Географическое положение
Расположено к северо-западу от райцентра Гудаута в равнинно-холмистой зоне.
Село Звандрипш исторически включает на 5 составных сёл — посёлков (абх. аҳабла):
- Акуаскямца (Аквацике-Амца, Акваскемца)
- Алахашхуа (Алахашку)
- Арашху (Араш-Аху, Арашаху)
- Аширхуа (Аширха)
- Баалырхуа (Баллархва, Баалархва)

На севере Звандрипш граничит с селом Джирхуа, на востоке — с селом Лыхны по реке Хыпста, на юге — с посёлком Апшдны, на западе — с селом Отхара по реке Мчишта.

## Население
По данным переписи 1959 года в Звандрипшском сельсовете жило 989 человек, в основном абхазы, в том числе в селе Аквацике-Амца — 227 чел., селе Алахашку — 225 чел., селе Араш-Аху — 206 чел., селе Баллархва — 331 чел.). По данным переписи 1989 года население Звандрипшского сельсовета составило 1264 человека, в том числе в селе Акваскемца — 334 чел., селе Алахашку — 263 чел., селе Арашаху — 361 чел., селе Баалархва — 306 чел., селе Аширха — 0 чел.), в основном абхазы. По данным переписи 2011 года численность населения сельского поселения (сельской администрации) Звандрипш составила 907 жителей, из них 97,6 % — абхазы (885 человека), 1,9 % — русские (17 человек), 0,2 % — греки (2 человека), 0,2 % — грузины (2 человека) и 0,2 % — украинцы (1 человек).
По данным переписи населения 1886 года в селении Звандрипш проживало православных христиан — 390 чел., мусульман-суннитов — 302 чел. По сословному делению в Звандрипше имелось 9 князей, 18 дворян, 665 крестьян. Представителей православного духовенства и «городских» сословий в Звандрипше не проживало.
| Год переписи | Число жителей | Этнический состав                           |
| ------------ | ------------- | ------------------------------------------- |
| 1886         | 692           | абхазы 100 %                                |
| 1926         | 1089          | абхазы 85,3 %; грузины 5,2 %; русские 2,8 % |
| 1959         | 989           | абхазы (нет точных данных)                  |
| 1989         | 1048          | абхазы (нет точных данных)                  |
| 2011         | 907           | абхазы (97,6 %), русские (1,9 %)            |

## Интересные факты
В прошлом земли села принадлежали местному дворянскому роду Званба, от которого Звандрипш и получил своё название.